# Castelões de Cepeda
Castelões de Cepeda is een plaats (freguesia) in de Portugese gemeente Paredes en telt 7299 inwoners (2001).

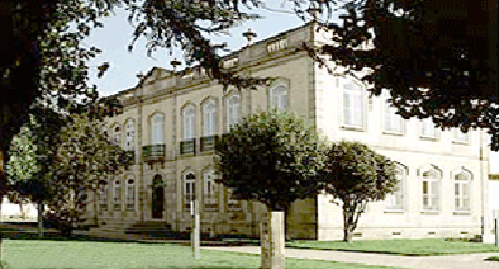
Paleis